# Duke Pollard
Hon. Duke E. E. Pollard ist ein Jurist und Hochschullehrer aus Guyana, der unter anderem zwischen 2005 und 2010 Richter am Caribbean Court of Justice (CCJ), dem Justizorgan der Karibischen Gemeinschaft CARICOM (Caribbean Community and Common Market) war.

## Leben
Duke E. E. Pollard begann nach dem Besuch des Queen’s College in Britisch-Guayana zunächst ein grundständiges Studium an der University of London, das er mit Auszeichnung mit einem Bachelor of Arts (B.A. (Hons)) beendete. Ein darauf folgendes Studium der Rechtswissenschaften an der University of London schloss er ebenfalls mit Auszeichnung mit einem Bachelor of Laws (LL.B. (Hons)) ab. Darauf begann er ein postgraduales Studium der Rechtswissenschaften, welches er sowohl an der McGill University als auch an der New York University (NYU) jeweils mit einem Master of Laws (LL.M.) beendete. Er erhielt anwaltliche Zulassungen als Rechtsanwalt der Anwaltskammern von Guyana sowie von Jamaika. Er fungierte zwischen 1970 und 1974 als Gesandtschaftsrat an der Ständigen Vertretung bei den Vereinten Nationen in New York City und war zudem von 1972 und 1974 Rechtsberater und kommissarischer Ständiger Sekretär des Außenministeriums. 
Pollard erwarb ferner ein Legal Education Certificate der 1973 gegründeten Norman Manley Law School und wurde Fellow des Zentrums für internationales und vergleichendes Recht der McGill University. Im Laufe der Jahre hat er sich als Experte für internationales Recht etabliert und sich auf internationales Wirtschaftsrecht, Seerecht, internationales Institutionsrecht, Vertragsrecht, allgemeines Integrationsrecht und wirtschaftliches Integrationsrecht spezialisiert. Er war zwischen 1974 und 1982 Rechtsberater der Internationalen Bauxit-Vereinigung IBA (International Bauxite Association) und ab 1984 Berater für verschiedene internationale Rechtsprojekte der Vereinten Nationen, das Sekretariat des Commonwealth of Nations, des Karibischen Rechtsinstituts (Caribbean Law Institute) und des Sekretariats der Karibischen Gemeinschaft (Caricom). Seine Karriere innerhalb des Caricom-Sekretariats umfasste von 1996 bis 2002 die Position des verantwortlichen Leiters der Abteilung Rechtliche und institutionelle Entwicklung (Legal & Institutional Development Division) und zwischen 2003 und 2005 des Direktors der Gesetzgebungsdienstes der Caricom (Legislative Drafting Facility). 
Am 16. April 2005 legte Duke Pollardbei der Einweihungszeremonie seinen Amtseid als Richter am neu gegründeten Caribbean Court of Justice (CCJ) ab, dem Justizorgan der Karibischen Gemeinschaft CARICOM (Caribbean Community and Common Market). Er trat am 10. Juni 2010 aus dem Richterdienst am CCJ aus, woraufhin Winston Charles Anderson aus Jamaika seine Nachfolge antrat. Abgesehen davon, dass er repräsentative Ämter bei zahlreichen und unterschiedlichen internationalen Konferenzen innehatte, hat er ausführlich über eine Vielzahl von Aspekten des Völkerrechts geschrieben und war an der Ausarbeitung vieler wichtiger Caricom-Instrumente beteiligt, darunter der ursprüngliche und überarbeitete Vertrag von Chaguaramas und viele davon die Vereinbarungen und Protokolle, die speziell den Karibischen Gerichtshof betreffen. Er hat eine bedeutende Anzahl von Studien, Artikeln, Monographien und Vertrags- und Gesetzesentwürfen verfasst, die ein beeindruckendes Werk an Referenzmaterial bilden.
Nach seinem Ausscheiden aus dem Richterdienst 2010 nahm Pollard den Ruf als Professor für Rechtswissenschaften an der Universität Guyana (UG) an. Er ist mit Donna Grant verheiratet.

## Veröffentlichungen
- Law and policy of producers' associations, Oxford, Clarendon Press, 1984
- The problem of drug abuse in Commonwealth Caribbean countries, Caribbean Community Secretariat, 1987
- Environmental laws of the Commonwealth Caribbean. Analysis and needs assessment. A study commissioned by the Caribbean Law Institute, Cave Hill, Barbados, Caribbean Law Institute, 1991
- The CARICOM system. Basic instruments, Kingston, Caribbean Law Pub. Co., 2003
- The Caribbean Court of Justice. Closing the circle of independence, Kingston, Caribbean Law Pub. Co., 2004